# Käbi Laretei

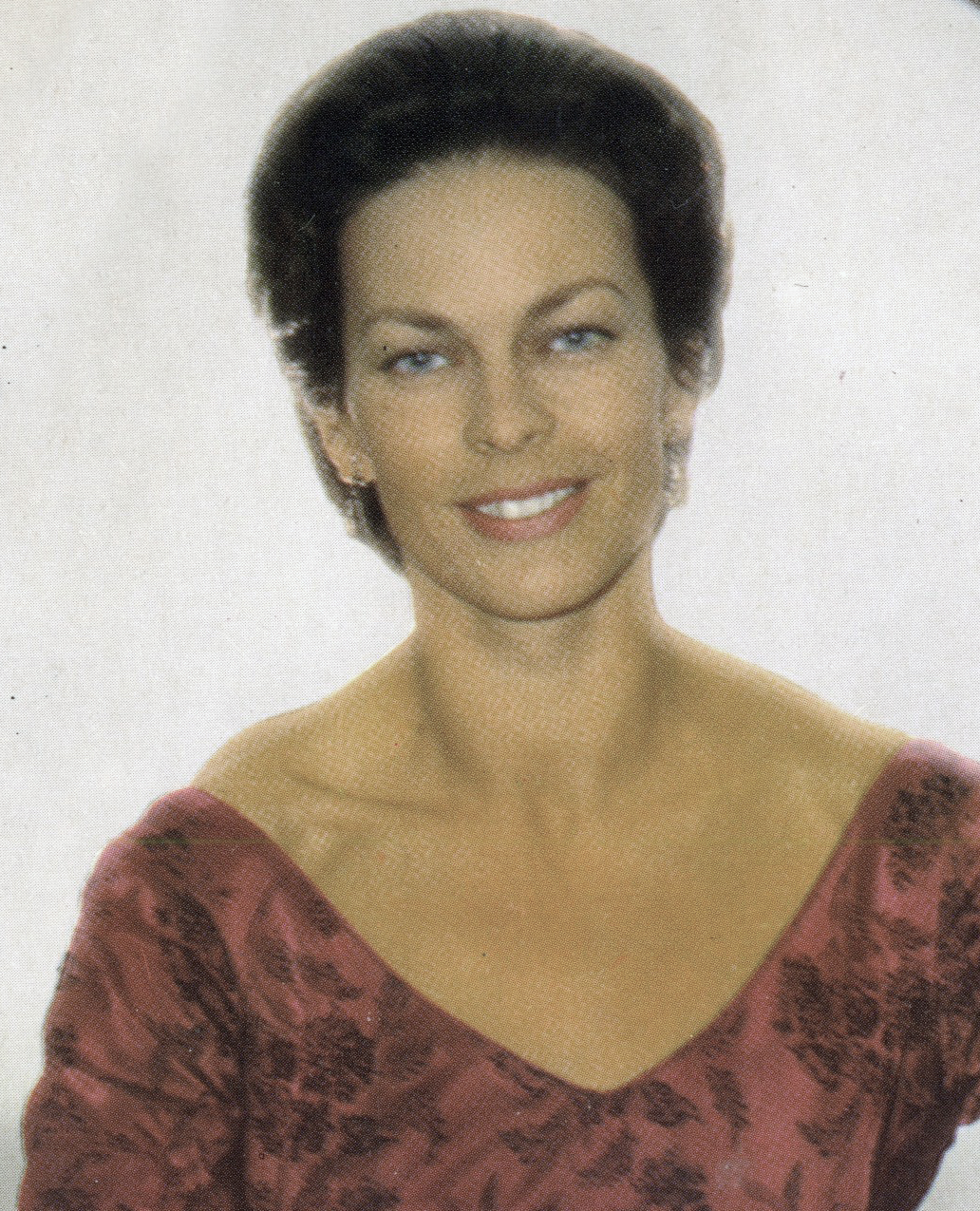
Käbi Laretei auf Schallplattenumschlag 1959.

Käbi Alma Laretei (* 14. Juli 1922 in Tartu; † 31. Oktober 2014 in Stockholm) war eine estnische Konzertpianistin.

## Frühe Jahre
Käbi Laretei wurde als jüngere Tochter des estnischen Politikers und Diplomaten Heinrich Laretei (1892–1973) geboren. Wegen der beruflichen Tätigkeit ihres Vaters verbrachte sie die Jugendjahre von 1926 bis 1928 in Moskau sowie von 1928 bis 1930 in Kaunas. Von 1936 bis 1940 studierte sie Klavier an der Estnischen Musikakademie in Tallinn. Ihr Vater Heinrich Laretei war 1940 bei der sowjetischen Besetzung Estlands estnischer Gesandter in Stockholm. Mit der sowjetischen Besetzung Estlands blieb die Familie in Schweden im Exil.

## Pianistin
Von 1947 bis 1950 studierte Käbi Laretei Komposition bei dem ebenfalls im Exil lebenden estnischen Komponisten Eduard Tubin sowie Klavier bei Gottfried Boon und Annie Fischer. Ihr Debüt als Pianistin hatte sie 1946 im Konzerthaus von Stockholm.
Vor allem seit Anfang der 1960er Jahre hatte Käbi Laretei große Erfolge als Konzertpianistin, unter anderem in Großbritannien, Deutschland, Schweden und den USA. Sie trat auch in der Carnegie Hall und im Weißen Haus auf.

## Ingmar Bergman
Von 1950 bis 1959 war sie mit dem Chefdirigenten der Gävleborgs läns orkesterförening, Gunnar Staern (1922–2011), verheiratet. 1959 heiratete sie den schwedischen Regisseur Ingmar Bergman. Sie war musikalische Beraterin und Komponistin für einige Filme Bergmans (darunter Herbstsonate und Von Angesicht zu Angesicht) und spielte eine kleine Rolle in Fanny und Alexander. 1962 wurde ihr gemeinsamer Sohn, der schwedische Filmregisseur Daniel Bergman, geboren. Die Ehe zwischen Käbi Laretei und Ingmar Bergman scheiterte 1966 und wurde 1969 geschieden.
1967 wurde Käbi Laretei Vorsitzende des schwedischen Musikerverbands (Svenska Tonkonstnärsförbundet – STKF) und 1968 Mitglied der Königlichen Musikakademie (Kungliga Musikaliska akademien).

## Schriftstellerin
Neben ihrer musikalischen Karriere war Käbi Laretei Musikpädagogin sowie beliebte Moderatorin im schwedischen Fernsehen. Sie veröffentlichte außerdem mehrere schwedischsprachige Werke über Musik sowie autobiographisch geprägte Bücher.

## Wichtigste Veröffentlichungen
- En bit jord (1976)
- Tulpanträdet (1983)
- Virvlar och spår (1987)
- En förlorad klang (1991)
- Såsom i en översättning (2004)